# Ecofeminismo
El ecofeminismo es una corriente de pensamiento y un movimiento social que integra feminismo y ecologismo poniendo de manifesto las relaciones existentes entre la subordinación de las mujeres y otros grupos sociales no privilegiados con la sobreexplotación y degradación del medio natural. Propugna que el sistema capitalista y neoliberal, en alianza con el patriarcal, ha generado una cultura de dominación y extractivista sin control suicida, puesto que los seres humanos somos ecodependientes, que debe ser sustituida por una relación armónica con la naturaleza. El término fue acuñado por la ecofeminista francesa Françoise d'Eaubonne en 1974 y se desarrolló sobre todo en Estados Unidos en el último tercio del siglo XX. Existen una diversidad de subcorrientes en el ámbito sociocultural, político y activista.

## Planteamiento general
Aunque han surgido diversas perspectivas ecofeministas de activistas y pensadoras de todo el mundo, los estudios académicos sobre el ecofeminismo han estado dominados por las universidades norteamericanas. Así, en el artículo de 1993 titulado «Ecofeminism: Toward Global Justice and Planetary Health», las autoras Greta Gaard y Lori Gruen esbozan lo que llaman el "marco ecofeminista". El ensayo proporciona una gran cantidad de datos y estadísticas, además de sentar las bases de los principales aspectos teóricos de la crítica ecofeminista. Dicho marco establece claves para entender la actual situación global y qué se puede hacer para revertir la degradación
Basándose en el trabajo de las académicas norteamericanas Rosemary Ruether y Carolyn Merchant, Gaard y Gruen sostienen que este marco tiene cuatro aspectos a tener en cuenta:
1. El modelo materialista mecanicista del universo resultante de la revolución científica y la consiguiente reducción de todas las cosas a meros recursos que hay que optimizar, materia inerte muerta que es necesario utilizar.
2. El auge de las religiones patriarcales y su establecimiento de jerarquías de género junto con su negación de la divinidad inmanente.
3. Los dualismos del yo y del otro y la ética de poder y dominación inherente que conlleva.
4. El capitalismo y su supuesta necesidad intrínseca de explotación, destrucción e instrumentalización de los animales, la tierra y las personas con el único fin de crear riqueza.

Sostienen que estos cuatro factores nos han llevado a lo que las ecofeministas ven como una "separación entre la naturaleza y la cultura" que es, para ellas, el origen de nuestros males planetarios.
El ecofeminismo se desarrolló a partir de la preocupación anarcofeminista por la abolición de todas las formas de dominación, centrándose en la naturaleza opresiva de la relación de la humanidad con el mundo natural. Según Françoise d'Eaubonne en su libro Le Féminisme ou la Mort (1974), el ecofeminismo relaciona la opresión y la dominación de todos los grupos marginados (mujeres, personas de color, niños, pobres) con la opresión y la dominación de la naturaleza (animales, tierra, agua, aire, etc.). En el libro, la autora argumenta que la opresión, la dominación, la explotación y la colonización de la sociedad patriarcal occidental han causado directamente un daño medioambiental irreversible. Françoise d'Eaubonne fue una activista y organizadora, y sus escritos alentaban la erradicación de todas las injusticias sociales, no sólo las que afectan a las mujeres y al medio ambiente.
Esta tradición incluye una serie de textos influyentes como: Women and Nature (Susan Griffin 1978), The Death of Nature (Carolyn Merchant 1980) y Gyn/Ecology (Mary Daly 1978). Estos textos contribuyeron a impulsar la asociación entre la dominación del hombre sobre la mujer y la dominación de la cultura sobre la naturaleza. A partir de estos textos, el activismo feminista de los años 80 vinculó las ideas de ecología y medio ambiente. Movimientos como la Campaña Nacional de Tóxicos, Madres del Este de Los Ángeles (MELA) y Nativos Americanos por un Medio Ambiente Limpio (NACE) fueron liderados por mujeres dedicadas a cuestiones de salud humana y justicia medioambiental. Los escritos de este círculo hablaban de ecofeminismo a partir de la política del Partido Verde, los movimientos pacifistas y los movimientos de acción directa.

## Historia

### Inicios

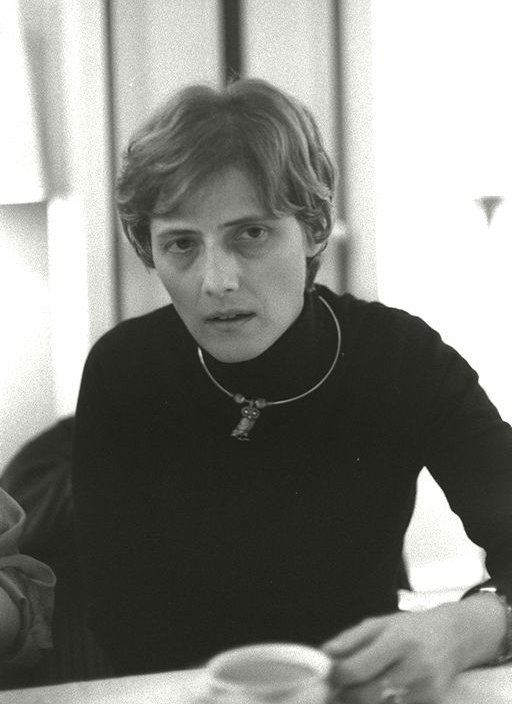
Petra Kelly.

Las primeras conexiones entre el feminismo y el ecologismo que dieron origen al ecofeminismo se encuentran en las utopías literarias de las feministas de los años setenta. En ellas se define una sociedad en la que las mujeres viven sin opresión, lo que implica la construcción de una sociedad ecológica, descentralizada, no jerárquica y no militarizada, con democracia interna y en la que prevalece el uso de tecnologías más respetuosas con el medio ambiente, etc.[cita requerida] Las ideas ecofeministas surgieron en distintos países entre ellos Francia, Alemania, Estados Unidos, Japón, Australia, Finlandia, Venezuela, por la influencia del conocimiento de los problemas ecológicos. Una bióloga marina y periodista científica Rachel Carson ya en 1962 había denunciado las fumigaciones de DDT que mataban a los pájaros y a través de la cadena alimentaria envenenaban poco a poco a los seres humanos. Carson no era una pensadora feminista pero influyó notablemente en el ecofeminismo posterior.
Françoise d'Eaubonne, creadora del término ecofeminismo en 1974, sostuvo la existencia de un matriarcado originario que implicaba unas relaciones sociales de equidad entre hombres y mujeres. Más tarde este matriarcado sería reemplazado por un dominio absoluto de los varones sobre la fertilidad de las mujeres y de la tierra. La destrucción medioambiental contemporánea sería el resultado de esa historia de dominio patriarcal.
El ecofeminismo nació como contestación a lo que desde ese movimiento definen como apropiación masculina de la agricultura y de la reproducción, (es decir, de la fertilidad de la tierra y de la fecundidad de la mujer) que habría derivado más tarde en el desarrollismo occidental de tipo patriarcal y economicista. Según el ecofeminismo esta apropiación habría producido dos efectos perniciosos: la sobreexplotación de la tierra y la mercantilización de la sexualidad femenina.
Otra de las autoras iniciales fue Susan Griffin con su libro Women and nature:The Roaring Inside Her (1978) una obra de gran poder evocador poético que llama a recuperar el contacto de las mujeres con la naturaleza, un contacto perdido por la dominación patriarcal. Algunas de las autoras iniciales eran teólogas feministas, entre ellas Rosemary Radford Ruether o Mary Daly.
En Estados Unidos el ecofeminismo giró en torno a dos corrientes: el feminismo radical/cultural/espiritual, el cual resaltaba la que tendía a resaltar la similitud "natural" de las mujeres con el mundo natural y  por otro lado el que se orientaba hacia perspectivas políticas más sociales derivadas del socialismo y el marxismo.

### Movimientos de los años 1970

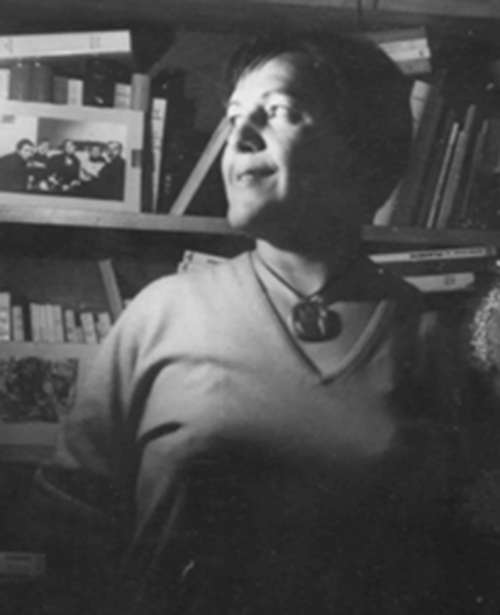
Françoise d'Eaubonne.

En 1973, en el norte de la India las mujeres del Movimiento Chipko lograron proteger los bosques comunales abrazándose a los árboles en un acto de protesta pacífica que impedía su tala. Estas mujeres demostraron el valor del medio ambiente y lo defendieron en nombre del principio femenino de la naturaleza.
En 1977, Wangari Maathai creó en Kenia el Movimiento Cinturón Verde, un programa rural de plantación de árboles para prevenir la desertificación alrededor de los pueblos logrando plantar más de 50 millones de árboles. Al mismo tiempo que frenaba la desertificación tenía un contenido social dando trabajo a mujeres pobres.
En 1978 en Nueva York la activista ambientalista Lois Gibbs lideró las protestas tras descubrir que su barrio Love Canal había sido construido sobre un vertedero tóxico. Muchos niños habían enfermado por esta causa que también producía problemas reproductivos en las mujeres. El movimiento fue un éxito y logró que el gobierno federal llevara adelante la evacuación y realojamiento de cerca de 800 familias.

### De los años 1980 a la actualidad

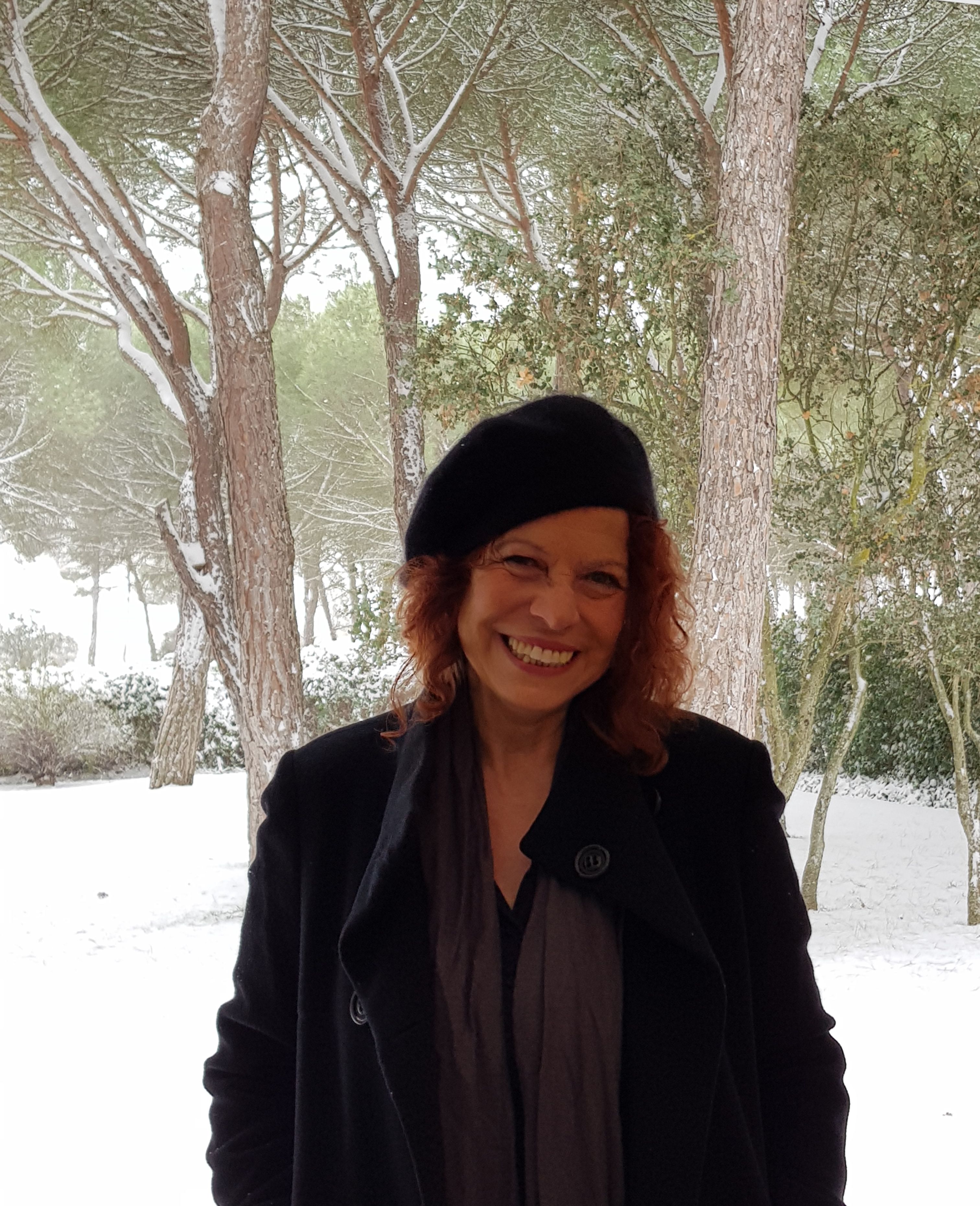
Alicia H. Puleo

Si en un principio las tesis ecofeministas eran de corte esencialista con autoras como Mary Daly, en los años 90 se produce un giro constructivista. No se puede hablar de ecofeminismo sino de ecofeminismos en plural.

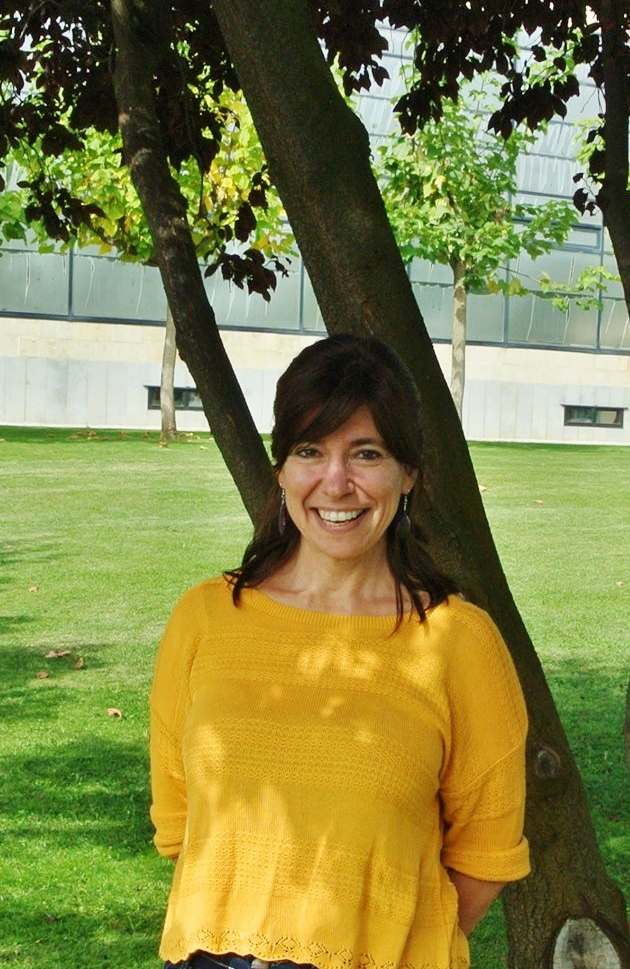
Yayo Herrero.

En los años 80 y 90 el ecofeminismo explora nuevas intersecciones entre feminismo y otros movimientos de liberación y justicia social. Examina la relación entre género, raza, clase, naturaleza, especies y colonialismo. Se inspiran en las políticas de los partidos verdes, los movimientos pacifistas y de acción directa.
Uno de los textos más influyentes es The Death of Nature (1980) de Carolyn Merchant que estudia la evolución del concepto de naturaleza desde el renacimiento a la modernidad mostrando la relación entre el imaginario filosófico y la aparición del capitalismo que reduce la naturaleza a materia prima.
A finales de los 80 surge una importante obra proveniente del Sur, Staying Alive (1988) de Vandana Shiva que critica el "mal desarrollo" que Occidente impone al resto del mundo. En 1990 Carol Adams publicó La política sexual de la carne explorando la relación entre la opresión de las mujeres en nuestra sociedad y la explotación animal. En él plantea un ecofeminismo vegetariano.
En Australia destacan dos importantes pensadoras: la socióloga Ariel Kay Salleh y la filósofa Val Plumwood. Ambas han establecido un diálogo crítico con la ecología social y la ecología profunda. En América Latina la teóloga brasileña Ivone Gebara desarrolla su obra ecofeminista desde la Teología de la liberación. Constituye un referente para el colectivo ecuménico  ecofeminista Con-spirando. La estadounidense Karen Warren categorizó un marco conceptual opresivo o Lógica de la Dominación que sería común a todas las formas de opresión.
En España la filósofa ecofeminista Alicia Puleo plantea un ecofeminismo crítico no esencialista, que tanto en la ética de la vida cotidiana como en los movimientos sociales permitiría avanzar hacia una convivencia de respeto y justicia hacia la naturaleza. En 2024, su trabajo ha sido clave para articular debates sobre la crisis climática y su impacto desproporcionado en mujeres y colectivos marginados, especialmente en el contexto de políticas europeas como el Green New Deal.
En Iberoamérica, el ecofeminismo ha evolucionado notablemente, integrando perspectivas decoloniales que conectan la defensa de los derechos de las mujeres indígenas con la resistencia al extractivismo. Maristella Svampa ha sido una voz destacada en este ámbito, denunciando los impactos de las industrias extractivas en comunidades vulnerables y proponiendo alternativas basadas en el buen vivir y la justicia ecológica.
La teóloga brasileña Ivone Gebara, desde la teología de la liberación, continúa siendo un referente al vincular espiritualidad, justicia de género y justicia ecológica. El legado de Gebara también ha sido actualizado en investigaciones recientes que exploran el papel de la espiritualidad en los movimientos sociales y la acción climática, como se detalla en estudios sobre justicia ambiental publicados en revistas como Ecumenical Review y Worldviews on Ecology, Religion, and Culture. Su perspectiva ha sido adoptada por organizaciones ecuménicas como el colectivo Con-spirando en Chile y movimientos de base que abogan por una ética comunitaria frente a las crisis ecológicas y sociales exacerbadas por el cambio climático y la desigualdad global.

## Argumentos comunes
El ecofeminismo:
- Señala que, en el orden simbólico patriarcal, existen conexiones importantes entre la dominación y explotación de las mujeres y de la naturaleza, aunque dicha relación se interprete de manera distinta de acuerdo con cada enfoque ecofeminista.[23]

- Denuncia la asociación que el patriarcado establece entre las mujeres y la naturaleza. Algunas de sus representantes, de corte esencialista, argumentan que la capacidad para gestar y crear vida hace que las mujeres y las personas con útero estén en una posición de mayor proximidad a la naturaleza, lo que permite su identificación con ella. Según este enfoque, los hombres, guiados por la razón, en oposición a la intuición femenina, pertenecen al mundo de la cultura. Por su capacidad para controlar y transformar la naturaleza, la cultura se considera superior a la naturaleza. Los binomios mujer-naturaleza y hombre-cultura y la superioridad de la cultura sobre la naturaleza en el patriarcado explican que las mujeres sean consideradas inferiores a los hombres.[23]
- Considera que la dominación y explotación de las mujeres, la dominación y explotación de la naturaleza y los animales tienen un origen común, lo que sitúa a las mujeres en una situación privilegiada para acabar con dicha dominación.[23][24]

## Ecologías políticas feministas
La ecología política feminista (EPF) se ha convertido en un campo expansivo y abierto que abarca diversas teorizaciones acerca de las relaciones sociales de poder asociadas con la naturaleza, la cultura y la economía.
La EPF identifica y desafía concepciones y prácticas masculinas dominantes de conocimiento y autoridad, enfatiza en las formas de investigación y práctica que empoderan y promueven la transformación social y ecológica para mujeres y otros grupos marginados. 
Todos los enfoques de la EPF parte de la premisa de que el cambio ambiental no es un proceso neutral susceptible de gestión técnica, sino que surge a través de procesos políticos. Es por ello que la EPF dirige la atención a varias formas de agencia política que surgen por contextos específicos y complejos como las de académicos/cas, legisladores/as, profesionales y activistas.

## Activistas
Dentro del ecofeminismo, una activista se define como aquella persona que en el ámbito práctico articula y lleva a cabo acciones concretas que vinculan la lucha por la equidad de género con la defensa del medio ambiente. Estas mujeres están directamente implicadas en el diseño y la implementación de proyectos, campañas o resistencias en contextos sociales, políticos y ambientales.
El activismo se considera como un elemento fundamental en la transformación social que recupere valores femeninos, para lo cual se considera necesario evidenciar el riesgo y la amenaza implícitos en los modelos de "desarrollo" vigentes.
En esta sección, se considerarán activistas ecofeministas aquellas mujeres que se ubican en el espectro práctico del ecofeminismo, es decir, aquellas que llevan sus ideas a la acción a través de actividades tangibles.
| Activistas ecofeministas clasificadas por su estrategia de intervención |
| --- |
| 1.Defensa de territorios y recursos naturales: Estas mujeres lideran contra-proyectos extractivistas (minería, deforestación, represas) que afectan comunidades vulnerables, especialmente aquellas donde la subsistencia depende de la conexión con la naturaleza. Célia Xakriabá (Brasil) • Líder indígena y ecofeminista que lucha por la preservación de la Amazonía. • Representante de los derechos de las mujeres indígenas en la resistencia contra la deforestación y la expansión agrícola. Esperanza Martínez Yánez (Ecuador) • Fundadora de Acción Ecológica, una de las organizaciones ambientalistas más importantes de Iberoamérica. • Ha liderado campañas contra la explotación petrolera en la región amazónica y promovido la defensa de los derechos de la naturaleza. Berta Cáceres (Honduras) • Cofundadora del Consejo Cívico de Organizaciones Populares e Indígenas de Honduras (COPINH). • Líder en la resistencia contra el proyecto hidroeléctrico Agua Zarca, que amenazaba las tierras y los ríos del pueblo Lenca. En repuesta a su gran trayectoria fue galardonada con el Premio Ambiental Goldman 2015. • Su asesinato en 2016 puso en evidencia los riesgos a los que se enfrentan las defensoras del medio ambiente. Máxima Acuña (Perú)• Campesina y activista ambiental reconocida por resistir los intentos de la empresa minera Yanacocha de expropiar sus tierras en Cajamarca. • Su lucha simboliza la defensa del agua y la tierra frente al extractivismo, con un enfoque en la protección de las comunidades rurales y las mujeres. |
| 2.Organización de movimientos comunitarios: Liderazgos comunitarios impulsan iniciativas que fortalecen a mujeres en áreas rurales y urbanas, promoviendo soluciones sostenibles como la reforestación, la agroecología o el acceso al agua potable. Wangari Maathai (Kenia)• Fundadora del Green Belt Movement, una iniciativa para plantar árboles y empoderar a las mujeres en Kenia. • Ganadora del Premio Nobel de la Paz (2004) por su labor al combinar sostenibilidad ambiental con la promoción de derechos de las mujeres. • Líder en la resistencia contra la deforestación en África. • Su activismo ecofeminista destacó al relacionar la degradación ambiental con la exclusión social de las mujeres. Melania Canales (Perú) • Líder indígena que ha trabajado en defensa de los derechos de las mujeres y los pueblos originarios frente a la minería en Perú. • Su activismo está centrado en vincular las demandas por justicia ambiental con los derechos de las mujeres indígenas. |
| 3.Educación ambiental y empoderamiento femenino: Varias activistas trabajan en la enseñanza y divulgación de prácticas sostenibles, vinculándolas con la lucha por los derechos de las mujeres y las comunidades. Vandana Shiva (India) • Figura clave del movimiento Chipko, en el que mujeres abrazaron árboles para evitar su tala, protegiendo los bosques en la región de Uttarakhand, India. • Activista contra el agronegocio y las corporaciones transnacionales que afectan la biodiversidad y los derechos de las mujeres. • Fundadora de Navdanya, organización enfocada en la agricultura sostenible y la protección de semillas autóctonas. Francisca Fernández Droguett (Chile) • Activista en el movimiento por la defensa del agua y contra las empresas extractivistas en Chile. • Cofundadora del Movimiento por el Agua y los Territorios (MAT), que articula luchas territoriales con una perspectiva feminista y ecológica. |
| 4.Intervenciones artísticas y culturales: El arte, la performance y la comunicación se utilizan como herramientas para sensibilizar sobre la conexión entre la opresión patriarcal y la degradación ambiental.Ana Mendieta (Cuba/EE. UU.): • Su arte combina la performance y la conexión con la naturaleza, explorando la relación entre el cuerpo, la tierra y las raíces culturales. • Obras como “Siluetas Series” evocan el vínculo entre la feminidad, el territorio y la resistencia frente a la explotación. Marina DeBris (Australia): • Artista que utiliza desechos marinos para crear esculturas y moda (trashion). • Su trabajo conecta el impacto del consumismo y la contaminación con la degradación ambiental. |
| 5.Participación en protestas y desobediencia civil: Aquellas que asumen riesgos personales al participar en acciones directas para detener proyectos de desarrollo dañinos, como represas o la deforestación masiva, desempeñan un rol importante en la lucha ecofeminista. Julia Butterfly Hill (Estados Unidos) • Vivió durante dos años en una secuoya de más de mil años para prevenir su tala en California. • Su activismo simboliza el vínculo entre las luchas personales y colectivas por la conservación de los ecosistemas. |

El ecofeminismo en la práctica se centra en tres ejes principales:
1.	Conexión entre lo local y lo global:
Diversas iniciativas defienden los recursos locales, como el agua, la tierra y la biodiversidad, comprendiendo al mismo tiempo sus implicaciones globales.
2.	Empoderamiento colectivo:
Movilización de mujeres para tomar decisiones sobre recursos comunes y desafiar estructuras de poder que perpetúan la explotación de las personas y del medio ambiente.
3.	Resiliencia ecológica y social:
Implementación de estrategias que no solo protejan el entorno natural, sino que promuevan el bienestar social, económico y cultural de las comunidades.
En este marco, las activistas ecofeministas prácticas se diferencian de las pensadoras ecofeministas en que su impacto es directamente observable y medible en términos de acción comunitaria, resistencia política y transformación del entorno físico y social.

## Conceptos clave

### Cuerpo-Territorio
En concepto clave del ecofeminismo surgido en Iberoamérica, proveniente de las luchas de las comunidades indígenas y su resistencia contra tres formas principales de opresión que se entrelazan: patriarcado, colonialismo y extractivismo/neoextractivismo. Se trata tanto de una categoría de análisis teórico como de un método práctico de resistencia que vincula el cuerpo de las mujeres como territorio a defender y la Tierra como dotada de derechos frente a su explotación.

#### Relación Cuerpo-Territorio
Proviene de la analogía entre el cuerpo de las mujeres y el territorio en el cual existe. Es ante todo un concepto histórico. De hecho, el colonialismo, es decir, la conquista y explotación física, política, social e ideológica de un territorio, debe pasar por la conquista de los cuerpos, en particular los cuerpos femeninos. Se imponían tratamientos de explotación a las mujeres durante la colonización española de América, como la mercantilización de mujeres y niñas, la violación masiva y la mutilación de los cuerpos. La conquista del territorio se convierte en explotación del cuerpo de las mujeres, y el cuerpo de las mujeres se convierte en territorio a defender. 
El nacimiento del concepto de Cuerpo-Territorio en el seno de las comunidades indígenas no es casualidad. Estos territorios son sistemáticamente el objetivo del extractivismo y de la colonización. Las mujeres de estas comunidades son impactadas en sus cuerpos, pero también utilizan estos para resistir y luchar. El concepto se construye y se utiliza en oposición a la construcción de una dicotomía jerárquica entre el cuerpo y la naturaleza, entre el interior y el exterior, que daría una supuesta legitimidad a la explotación de la naturaleza por los cuerpos.
También, es pertinente mencionar la práctica del “Mapeo” del cuerpo-territorio, una representación física mediante el dibujo del cuerpo y las violencias que este sufre y ha sufrido.  Así, se representa sobre el cuerpo el mapeo de los conflictos territoriales para entenderlos desde una perspectiva corpórea y consecuentemente subjetiva. La investigadora Delmy Tania Cruz Hernandez desarrolla un ejemplo concreto en su libro, relatando la historia de una sobreviviente de la matanza de Acteal, quien, después de esta tragedia, dibujó una cruz roja sobre el corazón de su mapeo, y el resto de su cuerpo quedó vacío debido al trauma. El mapeo se convierte así en una forma de resistencia, concretando las repercusiones de la explotación del territorio sobre los cuerpos.
No obstante, el cuerpo-territorio tiene como objetivo reflexionar sobre el cuerpo y el territorio en un continuum, no como elementos separados, sino como dos caras de la misma moneda. 

#### Origen y principales exponentes
En los años 1980 se observa el surgimiento del feminismo comunitario en Guatemala, liderado por Lorena Cabnal, con el objetivo de establecer un vínculo entre el territorio, el cuerpo y la Tierra. A través de la creación de la organización Amixmasaj en la montaña guatemalteca, Cabnal busca defender a las mujeres de las violencias físicas y sexuales, así como de la exclusión que sufren, especialmente cuando entran en juego los intereses de conquista y explotación territorial. 
"Las violencias históricas y opresivas existen tanto para mi primer cuerpo, como también para mi territorio histórico, la tierra." (Lorena Cabnal).
Esta lucha adquiere una connotación particular en las grandes zonas de explotación minera, donde se enfrentan a las violencias sufridas por las mujeres de las comunidades vecinas por parte de los hombres que vienen a trabajar, así como a la contaminación de sus cuerpos, siendo las principales afectadas por la polución generada por estas actividades industriales.
En la actualidad, el concepto es construido académicamente por la doctora y activista feminista, anticolonialista y ecologista Delmy Tania Cruz Hernández en su libro Mujeres, cuerpo y territorios - entre la defensa y la desposesión. La investigadora mexicana desarrolla principalmente la idea de una “repatriarcalización de los territorios” causada por un aumento de las actividades extractivistas en América Latina, dominadas por los hombres. En el estado de Chiapas, México, por ejemplo, las desigualdades entre hombres y mujeres están en aumento, ya que las mujeres no tienen acceso a la propiedad de la tierra, lo que les priva de su capacidad de decisión en las asambleas comunitarias, así como de su independencia económica y soberanía alimentaria.

#### Ejemplos de resistencias vinculadas al cuerpo-territorio

##### México
Se destaca la lucha del EZLN en el estado de Chiapas por la defensa del territorio y las comunidades con el objetivo de lograr el reconocimiento de su autonomía. La resistencia del EZLN desde su levantamiento en 1994 demuestra la voluntad de reapropiación de los cuerpos y del territorio, violentados por la colonización, el patriarcado y el extractivismo. Esta lucha se inscribe en los cuerpos, que enfrentan actos de extrema violencia en el contexto del paramilitarismo en Chiapas, como la matanza de Acteal de 1997 que se dirigió en particular contra los cuerpos de las mujeres y niñas tzotziles.

##### Ecuador
En Ecuador, la doble lucha de protección del cuerpo y del territorio se ilustró durante la marcha de las mujeres amazónicas hacia Quito en octubre de 2013. Esta marcha se realizó con el objetivo de exigir "la continuidad de la vida de los pueblos originarios", declarando su territorio como “selva viva” y luchando contra la expansión de la explotación petrolera.
El cuerpo de las mujeres se reveló como una encarnación del territorio a defender en el espacio público patriarcal. La identidad y salud del grupo y de los cuerpos están vinculadas al estado de su entorno. La explotación de las tierras resultante del extractivismo y del neoextractivismo provoca un deterioro de este entorno, a través de la contaminación de la tierra, del aire y de las aguas, y, por consiguiente, de los cuerpos, los grupos identitarios y los medios de reproducción de la vida. La explotación de los territorios es violenta hacia los cuerpos individuales y colectivos. La lucha de estas mujeres era por la supervivencia de su entorno como por la de sus cuerpos. Sin embargo, la negativa del presidente de la época, Rafael Correa, de recibir o dialogar con este movimiento demuestra la falta de reconocimiento hacia estos cuerpos femeninos en resistencia.

##### Perú
En Perú, el concepto de cuerpo-territorio ha servido como un marco central en la lucha contra la explotación de recursos naturales con las violencias ejercidas sobre cuerpos, especialmente de mujeres, indígenas y campesinas, que desempeñan roles fundamentales en la preservación de la vida comunitaria. Esta perspectiva, destaca la interrelación entre la salud de la tierra y la dignidad humana, reflejando una resistencia colectiva frente al extractivismo neoliberal, que perpetúa desigualdades de género y desequilibrios ecológicos.
Casos representativos
A continuación se presentan los casos más destacados sobre las resistencias vinculadas al cuerpo territorio en Perú:
1. Conga y Cajamarca: En Cajamarca, la resistencia al proyecto minero Conga fue liderada por mujeres como Máxima Acuña, símbolo de la lucha contra el extractivismo. Este caso ejemplifica el discurso de "Mi cuerpo, mi territorio", en el que proteger la tierra equivale a defender la soberanía de las comunidades y la integridad de las mujeres.
2. Defensa en la Amazonía peruana: En la Amazonía, mujeres indígenas han liderado protestas contra la contaminación causada por actividades petroleras y la tala ilegal. Ser mujer indígena y defender la tierra (territorio) es una lucha en unidad sagrada, debido a que están defendiendo su propia espiritualidad y la conexión ancestral con su entorno. De este modo,  se subrayan la conexión entre sostenibilidad ambiental y preservación de la identidad cultural, evidenciando cómo las agresiones a la tierra impactan directamente los cuerpos y las comunidades.

##### Brasil
En Brasil, las resistencias vinculadas al cuerpo-territorio son lideradas principalmente por mujeres indígenas y comunidades tradicionales que enfrentan la expansión del agronegocio, la minería y la deforestación en la Amazonía. Estas luchas combinan la defensa del medio ambiente con la reivindicación de derechos humanos y territoriales.
Asimismo, las comunidades quilombolas, descendientes de africanos esclavizados, también enfrentan desplazamientos forzados debido al agronegocio. En regiones como Maranhão, las plantaciones de soja han desplazado a numerosas comunidades, generando una lucha activa por la preservación del cuerpo-territorio y los derechos colectivos a la tierra.

## Críticas
Las críticas al ecofeminismo tienen relación con los siguientes puntos:
- El carácter esencialista y la polarización de los géneros: La principal crítica del ecofeminismo tiene que ver con su carácter esencialista, el cual es una lectura dicotómica sobre mujeres y hombres en su relación con la naturaleza y la cultura, creando un dualismo que es demasiado estricto y centrado en las diferencias de género.[50] Se refiere también a que el ecofeminismo correlaciona el estatus social de las mujeres con un supuesto estatus ecológico, en lugar de la visión no esencialista en que tanto las mujeres como la naturaleza tienen a la vez cualidades masculinas y femeninas.[51]
- La arbitrariedad de la relación hombre-contaminación y el supremacismo femenino: se señala el prejuicio que conlleva generalizar el daño social a la figura masculina antes que a la figura de poder y élite que señalan los círculos ecológicos tradicionales. A su vez, se acusa al ecofeminismo de ser sexista, al mostrar lo masculino "con una capacidad innatamente inferior en áreas de desempeño consideradas significativas", y arbitrariamente dotar de superioridad moral ecológica a la contraparte femenina, sin poner en consideración el libre albedrío y la cualidad individual en la decisión ecológica.[51]
- La visión divergente sobre la participación en estructuras eco-opresivas: el feminismo dominante, más estrechamente vinculado con el estatus social hegemónico, se esfuerza por promover la igualdad dentro de la estructura social y política existente, de manera que las mujeres ocupen puestos de poder en los negocios, la industria y la política actual. En contraste, muchas ecofeministas se oponen al compromiso activo en estas áreas, ya que éstas son las mismas estructuras de poder que el movimiento intenta desmantelar.[51] Al respecto, la ecóloga social y feminista Janet Biehl ha criticado al ecofeminismo por centrarse demasiado en una conexión mística entre las mujeres y la naturaleza, y no lo suficiente en las condiciones reales de las mujeres.[52] Ella también declaró que, en lugar de ser una teoría que avanza, el ecofeminismo es un movimiento antiprogresivo para las mujeres.[52] Por su parte, Rosemary Radford Ruether critica el enfoque en el misticismo sobre el trabajo que busca ayudar a las mujeres, pero argumenta que la espiritualidad y el activismo se pueden combinar efectivamente en el ecofeminismo.[53]
- Falta de amplitud en la mirada ecológica: A. E. Kings ha criticado la limitación del ecofeminismo, al enfocarse sólo al género y el medio ambiente, mientras descuida enfoques más intersectoriales y multifactoriales.[54] Kings dice que los ecofeministas afirman ser intersectoriales, sin embargo, se han quedado cortos al plantear un compromiso más global.[54]

## Principales pensadoras
Vandana Shiva
Vandana Shiva, ecofeminista de la India, filósofa y activista altermundialista, fue una de las primeras en denunciar el deterioro de las condiciones de vida de las mujeres del Tercer Mundo causado por el mal desarrollo. Es pacifista, seguidora de Gandhi, premio Nobel alternativo y premio Vida Sana 1993. Movilizó en su país a 5 millones de campesinos contra la Unión General de Tarifas de Comercio (GAT) y de liderar la gran movilización en contra de la globalización del comercio en Seattle a finales de 1999. Fundó Navdaya, un movimiento social de mujeres para proteger la diversidad y la integridad de los medios de vida, especialmente las semillas. Actualmente, su activismo está centrado en la lucha contra los transgénicos.
Wangari Maathai
Wangari Maathai, una de las principales figuras del ecofeminismo y Premio Nobel de la Paz 2004, fundó en 1977 el Movimiento Cinturón Verde (Green Belt Movement en inglés) en Kenia, con el cual plantó más de 50 millones de árboles para evitar la deforestación y desertización. Este programa fue realizado por mujeres, quienes recibían una paga por plantar árboles y así poder mantener a sus hijos. En 1986, el Movimiento instauró una red panafricana (Pan African Green Belt Network). Tenía una visión holística con respecto al desarrollo sostenible que engloba la democracia, los derechos humanos, y en especial, los derechos de las mujeres.

## Otras pensadoras
- Judi Bari - Ambientaliste estadounidense, fue una de las principales organizadoras del movimiento Earth First y experimentó hostilidad sexista.

- Françoise d'Eaubonne - Escritora y feminista que acuñó el término "ecofeminismo". Llamó a las mujeres a liderar una revolución ecológica para salvar el planeta, lo que implica revolucionar las relaciones de género y las relaciones humanas con el mundo natural.

- Greta Gaard - Académica y activista ecofeminista estadounidense. Sus principales contribuciones al campo conectan las ideas de la teoría queer, el vegetarianismo y la liberación animal. Sus principales teorías incluyen la ecocrítica, que trabaja para incluir la crítica literaria y la composición para informar al ecofeminismo y otras teorías feministas para abordar una gama más amplia de cuestiones sociales dentro del ecofeminismo. Es una activista ecológica y líder del Partido Verde de Estados Unidos y del Movimiento Verde.

- Susan Griffin - Filósofa, ensayista y dramaturga feminista radical especialmente conocida por sus innovadoras obras ecofeministas de forma híbrida. Californiana, enseñó como profesora adjunta en la UC Berkeley, así como en la Universidad de Stanford y en el Instituto de Estudios Integrales de California.

- Sallie McFague - Destacada teóloga ecofeminista, McFague utiliza la metáfora del cuerpo de Dios para representar el universo en general. Esta metáfora valora las relaciones inclusivas, mutualistas e interdependientes entre todas las cosas.

- Carolyn Merchant - Historiadora de la ciencia que enseñó en la Universidad de California, Berkeley, durante muchos años. Su libro The Death of Nature: Women, Ecology and the Scientific Revolution es un texto ecofeminista clásico.

- Mary Mellor - Socióloga británica que se acercó a las ideas ecofeministas a partir de su interés por las cooperativas. Sus libros Breaking the Boundaries y Feminism and Ecology se basan en un análisis materialista.

- Maria Mies - Crítica social alemana que participó en trabajos feministas en Europa e India. Trabaja especialmente en las intersecciones del patriarcado, la pobreza y el medio ambiente a escala local y global.

- Adrian Parr - Teórico cultural y medioambiental. Publicó ocho libros y numerosos artículos sobre activismo medioambiental, nuevo materialismo feminista e imaginación. Lo más notable es su trilogía: Hijacking Sustainability, The Wrath of Capital y Birth of a New Earth.

- Val Plumwood - Intelectual y activista ecofeminista australiana que destacó en el desarrollo de la ecosofía radical desde principios de la década de 1970 hasta finales del siglo XX. En su obra Feminism and the Mastery of Nature (El feminismo y el dominio de la naturaleza), describe la relación de la humanidad y el medio ambiente en relación con una ideología ecofeminista.

- Alicia Puleo - Filósofa y pensadora española, autora de varios libros y artículos sobre el ecofeminismo y la desigualdad de género.

- Rosemary Radford Ruether - Teóloga estadounidense que escribió 36 libros y más de 600 artículos que exploran las intersecciones entre el feminismo, la teología y el cuidado de la creación. Ruether fue la primera persona que conectó la dominación de la tierra con la opresión de las mujeres.

- Ariel Salleh - Ecofeminista australiana con perspectiva global; editora fundadora de la revista Capitalism Nature Socialism; autora de tres libros y 200 artículos que examinan los vínculos con la ecología profunda y social, la política verde y el ecosocialismo.

- Charlene Spretnak - Escritora estadounidense conocida por sus escritos sobre ecología, política y espiritualidad. Escribió libros en los que aborda cuestiones ecológicas en términos de efectos con críticas sociales, incluyendo el feminismo. Las obras de Spretnak tuvieron una gran influencia en el desarrollo del Partido Verde. Ganó premios por sus visiones sobre la ecología y las cuestiones sociales, así como por su pensamiento feminista.

- Starhawk - Escritora y activista estadounidense enfocada en el espiritualismo y el ecofeminismo. Aboga por la justicia social en cuestiones relacionadas con la naturaleza y el espíritu. Estas cuestiones de justicia social entran en el ámbito del feminismo y el ecofeminismo. Cree en la lucha contra la opresión a través de la interseccionalidad y la importancia de la espiritualidad, la conciencia ecológica y la liberación sexual y de género.

- Vanessa Lemgruber - Abogada, escritora, activista y ecofeminista brasileña que defiende el río Doce en Brasil y aboga por la calidad del agua y los movimientos de cero residuos.

- Douglas Vakoch - Ecocrítico estadounidense, autor de Critical Perspectives on Sex, Technology, and Discourse (2011), Feminist Ecocriticism: Environment, Women, and Literature (2012), Dystopias and Utopias on Earth and Beyond: Feminist Ecocriticism of Science Fiction (2021), Ecofeminist Science Fiction: Perspectivas internacionales sobre género, ecología y literatura (2021) y, junto a Sam Mickey, Ecofeminismo en diáloago (2018), Literatura y ecofeminismo: voces interseccionales e internacionales (2018), y ¿Mujeres y naturaleza? Más allá del dualismo en género, cuerpo y medio ambiente (2018).

- Karen Warren - Filósofa de la Universidad de Minnesota (1970) y se doctoró en la Universidad de Massachusetts-Amherst en 1978. Antes de su estancia en el Macalester College, que comenzó en 1985, Warren fue profesora de Filosofía en el St. Olaf College a principios de los años ochenta. Warren fue becaria ecofeminista en la Universidad de Murdoch (Australia). En 2003, fue becaria de la Mesa Redonda de la Universidad de Oxford y en 2004 ocupó la Cátedra de Mujeres en Estudios Humanísticos de la Universidad de Marquette. Ha pronunciado numerosas conferencias sobre cuestiones medioambientales, feminismo, habilidades de pensamiento crítico y estudios sobre la paz en muchos lugares internacionales, como Buenos Aires, Gotemburgo, Helsinki, Oslo, Manitoba, Melbourne, Moscú, Perth, la Cumbre de la Tierra de la ONU en Río de Janeiro (1992) y San José.

- Laura Wright - Wright propuso los estudios veganos como disciplina académica.